# Сел Конде
Сел Конде (фр. Celle-Condé) насеље је и општина у централној Француској у региону Центар (регион), у департману Шер која припада префектури Сент Аман Монрон.
По подацима из 2011. године у општини је живело 203 становника, а густина насељености је износила 6,56 становника/km². Општина се простире на површини од 30,94 km². Налази се на средњој надморској висини од 123 метара (максималној 198 m, а минималној 147 m).

## Демографија
| 1962. | 1968. | 1975. | 1982. | 1990. | 1999. | 2011. |
| ----- | ----- | ----- | ----- | ----- | ----- | ----- |
| 297   | 323   | 253   | 217   | 181   | 180   | 203   |

График промене броја становника у току последњих година